# Ismail El Shafei
Ismail El Shafei  (árabe: إسماعيل الشافعي) (nacido el 15 de noviembre de 1947) es un exjugador de tenis profesional masculino y presidente de la Federación Egipcia de Tenis. Actualmente es miembro de la Junta Directiva de la Federación Internacional de Tenis y es presidente del circuito juvenil de la ITF.  Ganó seis títulos individuales en su carrera y alcanzó once finales. En dobles, ganó nueve títulos en su carrera. 

## Carrera
El Shafei jugó su primer torneo en marzo de 1962 en el Campeonato de Egipto perdiendo en sets corridos ante el jugador italiano Giuseppe Merlo en la ronda de 32. Llegó a su primera final del torneo en Ostordorf, Alemania Occidental en 1963 antes de perder ante Harald Elschenbroich. En 1964, gané el torneo individual masculino de Wimbledon. Ganó su primer torneo sénior en San José, Costa Rica en enero de 1966. Ganó el Abierto de Egipto en El Cairo tres veces (1969, 1974-1974). Un jugador adaptable compitió en todas las superficies (césped, arcilla, duro y alfombra). El Shafei es el único jugador egipcio que se encuentra entre los 40 primeros en la historia del ranking Grand Prix / ATP. Tuvo la distinción de ser uno de los cuatro únicos jugadores en vencer a Björn Borg en Wimbledon,  noqueándolo en la tercera ronda en 1974 (los otros tres fueron John McEnroe, Roger Taylor y Arthur Ashe). Llegó a su último título profesional. final de individuales (exhibición) en el Cairo Invitational perdiendo ante Bjorn Borg en dos sets en diciembre de 1979 y jugó su último torneo de individuales en junio de 1982 en el Abierto de Bristol perdiendo ante el entonces jugador sudafricano Johan Kriek, se retiró en 1983.
Después de su carrera como jugador, El Shafei siguió involucrado en el tenis en una función administrativa y fue elegido presidente de la Federación Egipcia de Tenis en dos ocasiones (1994–96 y 2005–08).  En 1998, fue elegido miembro de la Junta Directiva de la Federación Internacional de Tenis hasta 2001. Serviría por un segundo mandato como director de la ITF (2003-2013). En septiembre de 2015, fue elegido para un tercer mandato como director y actualmente es presidente de entrenadores y presidente del circuito juvenil.